# Cyaniris claracaerulea
Cyaniris claracaerulea är en fjärilsart som beskrevs av Ruggero Verity 1943. Cyaniris claracaerulea ingår i släktet Cyaniris och familjen juvelvingar. Inga underarter finns listade i Catalogue of Life.